# Boerhavia maculata
Boerhavia maculata är en underblomsväxtart som beskrevs av Paul Carpenter Standley. Boerhavia maculata ingår i släktet Boerhavia och familjen underblomsväxter. Inga underarter finns listade i Catalogue of Life.